# Пожва (приток Пары)
Пожва — река в Рязанской области России. Протекает по территории Сараевского, Ухоловского и Сапожковского районов.
Длина реки составляет 59 км, площадь водосборного бассейна — 574 км². Берёт начало у села Желобово Сараевского района. Течение северного направления, которое меняется на северо-восточное ниже посёлка Сапожок. У села Красный Угол впадает в реку Пару в 77 км от её устья по левому берегу.
Притоки (км от устья)
- 16 км — ручей Черемошня (пр)
- 20 км — река Коровка (лв)
- 25 км — река Мошка (лв)

## Данные водного реестра
По данным государственного водного реестра России относится к Окскому бассейновому округу, водохозяйственный участок реки — Ока от города Рязань до водомерного поста у села Копоново, без реки Проня, речной подбассейн реки — бассейны притоков Оки до впадения Мокши. Речной бассейн реки — Ока.
Код объекта в государственном водном реестре — 09010102212110000026031.